# Karl Groß (Ringer)
Karl Ferdinand Groß (* 30. Januar 1884 in Mannheim; † 14. Juli 1941 in Ludwigshafen) war ein deutscher Ringer.

## Karriere
Karl Groß belegte bei den inoffiziellen Ringer-Weltmeisterschaften 1911 den dritten Platz im Halbschwergewicht des griechisch-römischen Stils. Groß nahm an den Olympischen Sommerspielen 1912 in Stockholm in der Klasse bis 82,5 kg im griechisch-römischen Stil teil.